# Fox Point
Fox Point is een plaats (village) in de Amerikaanse staat Wisconsin, en valt bestuurlijk gezien onder Milwaukee County.

## Demografie
Bij de volkstelling in 2000 werd het aantal inwoners vastgesteld op 7012. In 2006 is het aantal inwoners door het United States Census Bureau geschat op 6705, een daling van 307 (-4,4%).

## Geografie
Volgens het United States Census Bureau beslaat de plaats een oppervlakte van 7,6 km², geheel bestaande uit land.

## Plaatsen in de nabije omgeving
De onderstaande figuur toont nabijgelegen plaatsen in een straal van 8 km rond Fox Point.